# Le Gang des jeunes
Pour les articles homonymes, voir Running Wild.
Pour plus de détails, voir Fiche technique et Distribution.
Le Gang des jeunes (titre original : Running Wild) est un film américain réalisé par Abner Biberman, sorti en 1955, avec William Campbell, Mamie Van Doren, Keenan Wynn et Kathleen Case dans les rôles principaux. Il s'agit d'une adaptation du roman Femme en cage (The Girl in the Cage) de l'écrivain américain Ben Benson.

## Synopsis
Fraîchement promu policier, Ralph Barton (William Campbell) s'infiltre dans un réseau de vol de voitures dirigé par des délinquants juvéniles. 

## Fiche technique
- Titre français : Le Gang des jeunes
- Titre original : Running Wild
- Réalisation : Abner Biberman
- Scénario : Leo Townsend d'après le roman Femme en cage (The Girl in the Cage) de Ben Benson
- Photographie : Ellis W. Carter
- Montage : Edward Curtiss et Ray Snyder
- Musique : Joseph Gershenson (de)
- Direction artistique : Robert F. Boyle et Alexander Golitzen
- Décors : John P. Austin (en) et Russell A. Gausman
- Costumes : Bill Thomas
- Maquillage : Bud Westmore (en)
- Producteur : Howard Pine
- Société de production : Universal Pictures
- Pays d'origine :  États-Unis
- Langue originale : anglais
- Genre : Film policier, film noir
- Durée : 81 minutes
- Date de sortie :
  - États-Unis : 11 novembre 1955

## Distribution
- William Campbell : Ralph Barton
- Mamie Van Doren : Irma Bean
- Keenan Wynn : Ken Osanger
- Kathleen Case : Leta Novak
- Jan Merlin : Scotty Cluett
- John Saxon : Vince Pomeroy
- Chris Randall : Arkie Nodecker

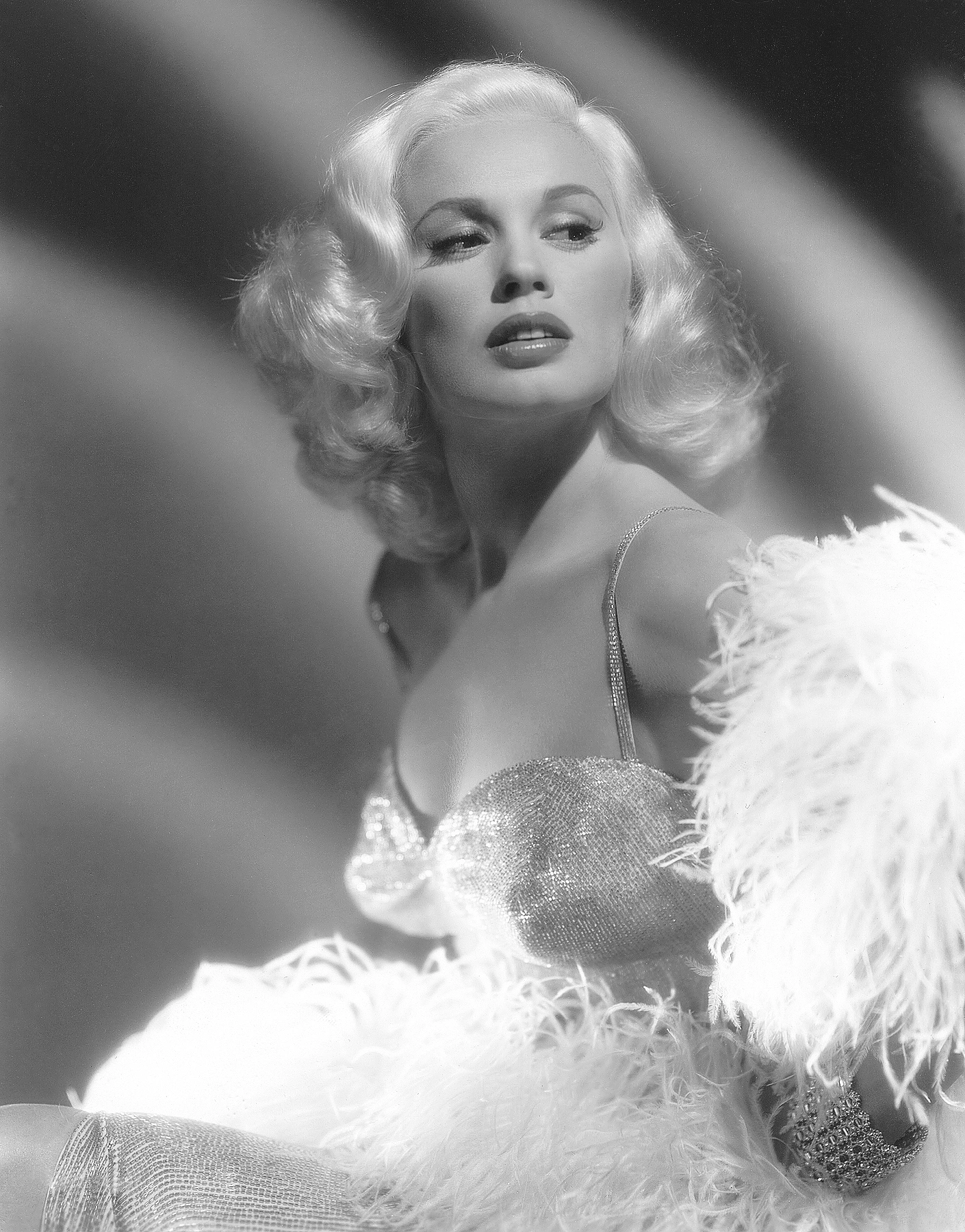
Mamie Van Doren, photo promotionnelle pour le film.

- Walter Coy : Lieutenant Ed Newpole
- Grayce Mills : la mère de Ken Osanger
- Michael Fox : Delmar Graves
- Will J. White : un policier
- Richard Castle : Herbie
- Otto Waldis : le père de Leta

Et, parmi les acteurs et actrices non crédités :
- William Boyett
- Johnny Duncan (en)
- Robert B. Williams (en)

## À noter
- Il s'agit d'une adaptation du roman The Girl in the Cage de l'écrivain américain Ben Benson publié en 1954. Ce titre a été traduit la même année en France sous le titre Femme en cage dans la collection Un mystère.